# ジェリー・スティラー
ジェリー・スティラー（Jerry Stiller, 1927年6月8日 - 2020年5月11日）は、アメリカ合衆国の俳優、コメディアンである。

## 来歴
1927年、ニューヨーク市に4人兄弟の一人として生まれる。父親はバスの運転手だった。高校卒業後はシラキューズ大学で演劇を学ぶ。大学卒業後の1953年、シェイクスピアの舞台でブロードウェイデビュー。
女優アン・メイラと出会い、1954年に結婚。その後アンとのコンビで『スティラー&メイラ』というコメディショーへ出演して人気を博し、1960年代から1970年代は数多くのテレビ番組に出演、夫婦で人気者となる。1986年には『The Stiller and Meara Show』というシットコムも製作された。
2人の間に生まれたベン・スティラーとエイミー・スティラーは、いずれも俳優・女優としてショービジネスで活躍している。ジョン・ウォーターズが1988年に脚本・監督を務めた『ヘアスプレー』では主人公の父親を演じたが、2007年に製作されたリメイク版にも洋品店の主人役で出演した。
その功績が称えられ、2007年2月にはロサンゼルスのハリウッド通りにあるハリウッド・ウォーク・オブ・フェームに妻と共にその名前が刻まれた。

## 出演作品

### 映画
| 公開年 | 邦題 原題                                                      | 役名                         | 備考                                     |
| ------ | -------------------------------------------------------------- | ---------------------------- | ---------------------------------------- |
| 1970   | ふたりの誓い Lovers and Other Strangers                        | ジム                         | クレジット無し                           |
| 1974   | サブウェイ・パニック The Taking of Pelham One Two Three        | リコ                         |                                          |
| 1974   | エアポート'75 Airport 1975                                     | サム                         |                                          |
| 1986   | ミッドナイト・ニューヨーカー Seize the Day                     | タムキン                     | 劇場未公開                               |
| 1987   | トラブル・バケーション/熱い追跡 Hot Pursuit                    | ビクター・ハニーウェル       |                                          |
| 1987   | 消えたセクシー・ショット Nadine                                | レイモンド・エスコバー       |                                          |
| 1988   | ヘアスプレー Hairspray                                         | ウィルバー・ターンブラッド   |                                          |
| 1992   | 地獄のハイウェイ Highway to Hell                               | The Desk Cop                 | 劇場未公開                               |
| 1993   | フライング・ピクルス The Pickle                                | フィル                       | 劇場未公開                               |
| 1995   | ヘビーウェイト／サマー・キャンプ奪還作戦 Heavyweights          | ハーヴェイ                   | 劇場未公開                               |
| 1999   | ザ・サバーバンズ The Suburbans                                 | スピード・シルヴァーバーグ   | 劇場未公開                               |
| 2001   | ズーランダー Zoolander                                         | モーリー・ボールスタイン社長 |                                          |
| 2001   | オン・ザ・ライン 君をさがして On the Line                      | ネイサン                     |                                          |
| 2002   | エリザベス・ハーレーの明るい離婚計画 Serving Sara              | ミルトン                     |                                          |
| 2004   | 俺たちニュースキャスター Anchorman: The Legend of Ron Burgundy | バーの男                     | クレジット無し                           |
| 2004   | ライオン・キング3 ハクナ・マタタ The Lion King 1½              | マックスおじさん             | ビデオ販売 声の出演                      |
| 2007   | ヘアスプレー Hairspray                                         | ミスター・ピンキー           |                                          |
| 2007   | ライラにお手あげ The Heartbreak Kid                            | ドク                         |                                          |
| 2011   | ダークホース 〜リア獣エイブの恋〜 Dark Horse                   | フランク・コスタンザ         | 『となりのサインフェルド』の登場人物の声 |
| 2014   | プレーンズ2/ファイアー&レスキュー Planes: Fire & Rescue        | ハーヴェイ                   | 声の出演                                 |
| 2016   | ズーランダー NO.2 Zoolander 2                                  | モーリー・ボールスタイン     |                                          |

### テレビ番組
| 放映年    | 邦題 原題                                          | 役名                          | 備考                                        |
| --------- | -------------------------------------------------- | ----------------------------- | ------------------------------------------- |
| 1962      | 弁護士プレストン The Defenders                     | ワイゼンスキ                  | シーズン1 第22話 "The Empty Chute"          |
| 1971-1972 | エディの素敵なパパ The Courtship of Eddie's Father | ランドン/ポール・スターリング | 2エピソード                                 |
| 1979–1983 | ラブ・ボート The Love Boat                         | ハーラン/トニー/バド          | 3エピソード                                 |
| 1981      | 探偵ハート&ハート Hart to Hart                     | マイロン・フィンクル          | シーズン2 第19話 "Murder Takes a Bow"       |
| 1985      | ザ・シークレット・ハンター The Equalizer           | ブラームス                    | シーズン1 第1話 "The Equalizer"             |
| 1985      | フロム・ザ・ダークサイド Tales from the Darkside   | ルーサー・マンドレイク        | シーズン2 第7話 "The Devil's Advocate"      |
| 1989      | ジェシカおばさんの事件簿 Murder, She Wrote         | バーンバウム                  | シーズン6 第8話 "殺しはオペラのように"      |
| 1990      | モンスターズ Monsters                              | ヴィクター                    | シーズン2 第17話 "One Wolf's Family"        |
| 1992-1996 | ロー&オーダー Law & Order                          | サム/マイケル                 | 2エピソード                                 |
| 1993–1998 | となりのサインフェルド Seinfeld                    | フランク・コスタンザ          | 26エピソード                                |
| 1993      | L.A.ロー 七人の弁護士 L.A. Law                     | ナット・ピンカス              | シーズン8 第9話 "Rhyme and Punishment"      |
| 1995      | ホミサイド/殺人捜査課 Homicide: Life on the Street | マクゴニガル                  | シーズン3 第17話 "In Search of Crimes Past" |
| 2003      | セックス・アンド・ザ・シティ Sex and the City      | ブラディ                      | シーズン6 第12話 "運命の人を求めて"         |
| 2009      | マーシー・ホスピタル Mercy                         | ジョー・タルバーグ            | エピソード: "The Last Thing I Said Was"     |
| 2010-2011 | スイチュー! フレンズ Fish Hooks                    | スティックラー校長先生        | 21エピソード                                |
| 2011      | グッド・ワイフ The Good Wife                       | フェリックス・アフターマン    | シーズン2 第15話 "未熟な信徒"               |